# Cassiope anadyrensis
Cassiope anadyrensis är en ljungväxtart som beskrevs av B.A. Yurtsev. Cassiope anadyrensis ingår i släktet kantljungssläktet, och familjen ljungväxter. Inga underarter finns listade i Catalogue of Life.